# Tetràedre truncat
En geometria, el tetràedre truncat és un dels tretze políedres arquimedians, s'obté truncant els quatre vèrtex del tetràedre regular.
Té 8 cares, 4 de les quals són hexagonals i 4 triangulars, té 18 arestes i a cadascun dels seus 12 vèrtex hi concorren dues cares hexagonals i una triangular.

## Àrea i volum
Les fórmules per calcular l'àrea A i el volum V d'un tetràedre truncat tal que les seves arestes tenen longitud a són les següents:
{\displaystyle A=7{\sqrt {3}}a^{2}}
{\displaystyle V={\begin{matrix}{23 \over 12}\end{matrix}}{\sqrt {2}}a^{3}}

## Esferes circumscrita, inscrita i tangent a les arestes
Els radis R, r i {\displaystyle \rho } de les esferes circumscrita, inscrita i tangent a les arestes respectivament són:
{\displaystyle {\begin{aligned}&R={\frac {a{\sqrt {22}}}{4}}\\&r={\frac {3a{\sqrt {22}}}{44}}\\&\rho ={\frac {3a{\sqrt {2}}}{4}}\\\end{aligned}}}

On a és la longitud de les arestes.

## Dualitat
El políedre dual del tetràedre truncat és el tetràedre triakis.

## Desenvolupament pla

Desenvolupament pla del tetràedre truncat

## Simetries
El grup de simetria del tetràedre truncat té 12 elements; el grup de les simetries que preserven les orientacions és el grup tetràedric Td.